# Feliks Kopp
Feliks Ernst Max Kopp (ur. 1884 w Bydgoszczy, zm. 1961 w Hamburgu) – niemiecki przemysłowiec, współwłaściciel farbiarni i pralni chemicznej w Bydgoszczy, działacz sportowy.

## Życiorys
Urodził się 15 lutego 1884 r. w Bydgoszczy. Był synem Wilhelma Koppa - założyciela farbiarni i pralni chemicznej i Hermine Friederike Auguste z d. Heudtlass. Po ukończeniu szkoły ludowej uczęszczał do Królewskiego Gimnazjum w Bydgoszczy. Naukę zakończył egzaminem dojrzałości, który złożył wiosną 1902 r. Po zakończeniu edukacji podjął pracę w rodzinnym przedsiębiorstwie. Początkowo był kierownikiem handlowym firmy. Farbiarnia Wilhelma Koppa usytuowana w ceglanym budynku nad brzegiem Młynówki, zachowanym do dziś – przeżywała wówczas okres prosperity świadcząc usługi pralnicze nie tylko mieszkańcom Bydgoszczy, ale także kilku innych miast m.in. Chełmna, Grudziądza, Inowrocławia i Torunia.
Po śmierci właściciela zakładu Wilhelma Koppa (1919) w rejestrze właścicieli firmy znalazły się jego dzieci, m.in. Feliks Kopp. W praktyce prowadzeniem firmy w okresie międzywojennym i niemieckiej okupacji w latach 1939–1945 zajmowali się jedynie bracia: Wilhelm, Juliusz i Feliks.
Obok pracy zawodowej Feliks Kopp brał udział w życiu organizacji niemieckiej mniejszości narodowej w Bydgoszczy. Pasjonował się sportem, zwłaszcza wioślarstwem. W latach 1935–1945 stał na czele zarządu niemieckiego klubu wioślarskiego „Frithjof”. Zawodnicy klubu odnieśli wiele sukcesów i zwycięstw. Zdobyli mistrzostwo Polski w dwójce bez sternika oraz reprezentowali Polskę w zawodach międzypaństwowych Polska-Węgry. Klub miał swoją siedzibę w okazałym budynku, ulokowanym nad Brdą, przy Moście Bernardyńskim.
Feliks Kopp pozostał w Bydgoszczy do stycznia 1945 r. Krótko przed nadejściem frontu opuścił miasto i ostatecznie osiadł w Hamburgu. W Niemczech był m.in. pomysłodawcą i inicjatorem utworzonego w 1960 r. klubu wioślarskiego „Frithjof” który kontynuował tradycje bydgoskiego „Frithjofa”. W latach 1960–1964 pełnił funkcję przewodniczącego. Zmarł 18 stycznia 1966 r. w Hamburgu.

## Rodzina
Feliks Kopp był żonaty z Erną Adą z d. Deylitz (ślub w 1930). Miał dwóch synów: Joachima Lothara (ur. 1931) i Tilo Manfreda (ur. 1935).
W Bydgoszczy zamieszkiwał w kamienicy przy Alejach Mickiewicza 3.